# Porte-Joie
Pour les articles homonymes, voir Portejoie.
Porte-Joie est une ancienne commune française située dans le département de l'Eure, en région Normandie, devenue le 1er janvier 2018 une commune déléguée au sein de la commune nouvelle de Porte-de-Seine.

## Géographie

### Localisation
| Le Vaudreuil           | Val-de-Reuil, Porte-de-Seine (comm. dél. de Tournedos-sur-Seine) |                       |
| Val-de-Reuil (enclave) | Porte-Joie                                                       | Connelles Herqueville |
| Vironvay               | Andé                                                             | Herqueville           |

### Hydrographie
La commune est riveraine de la Seine.

## Toponymie
Le nom de la localité est attesté sous la forme Portus Gaudii en 1026 (charte de Richard II), Port Bigeois en 1631 (Tassin, Plans et profilz), Portigeois en 1722 (Masseville), Portijoye en 1738 (Saas), Portejoye en 1744 (chartrier du Vaudreuil), Portsgeois en 1781 (Berey, Carte particulière du dioc. de Rouen), Porti-Joie en 1810 (annuaire de l’Eure), Portjoie en 1805 (Masson Saint-Amand).
Ce qui doit signifier ; « port agréable, où l'on est heureux d'accoster ».

## Histoire
Une étude menée sur l'église Sainte-Cécile recèle les éléments historiques du village primitif implanté à Beau-Soleil.
Le 1er janvier 2018, Porte-Joie et Tournedos-sur-Seine fusionnent et laissent place à la commune nouvelle de Porte-de-Seine.

## Politique et administration
| Période                                  | Période       | Identité            | Étiquette | Qualité   |
| ---------------------------------------- | ------------- | ------------------- | --------- | --------- |
| Les données manquantes sont à compléter. |               |                     |           |           |
| 1965                                     | 1983          | N. Trochet          |           |           |
| Les données manquantes sont à compléter. |               |                     |           |           |
| mars 1995                                | mars 2014     | Jean-Roger Godement | SE        | 4 mandats |
| mars 2014                                | décembre 2017 | Jean-Pierre Trochet | DVD       | Retraité  |

## Démographie
L'évolution du nombre d'habitants est connue à travers les recensements de la population effectués dans la commune depuis 1793. Pour les communes de moins de 10 000 habitants, une enquête de recensement portant sur toute la population est réalisée tous les cinq ans, les populations de référence des années intermédiaires étant quant à elles estimées par interpolation ou extrapolation. Pour la commune, le premier recensement exhaustif entrant dans le cadre du nouveau dispositif a été réalisé en 2006.

En 2015, la commune comptait 109 habitants, en évolution de −8,4 % par rapport à 2009 (Eure : −0,25 %, France hors Mayotte : +2,11 %).
| 1793 | 1800 | 1806 | 1821 | 1831 | 1836 | 1841 | 1846 | 1851 |
| ---- | ---- | ---- | ---- | ---- | ---- | ---- | ---- | ---- |
| 277  | 310  | 295  | 270  | 298  | 269  | 259  | 225  | 196  |

| 1856 | 1861 | 1866 | 1872 | 1876 | 1881 | 1886 | 1891 | 1896 |
| ---- | ---- | ---- | ---- | ---- | ---- | ---- | ---- | ---- |
| 223  | 211  | 205  | 199  | 169  | 157  | 161  | 140  | 152  |

| 1901 | 1906 | 1911 | 1921 | 1926 | 1931 | 1936 | 1946 | 1954 |
| ---- | ---- | ---- | ---- | ---- | ---- | ---- | ---- | ---- |
| 137  | 142  | 160  | 127  | 117  | 100  | 100  | 119  | 120  |

| 1962 | 1968 | 1975 | 1982 | 1990 | 1999 | 2006 | 2011 | 2015 |
| ---- | ---- | ---- | ---- | ---- | ---- | ---- | ---- | ---- |
| 144  | 159  | 140  | 119  | 134  | 148  | 121  | 116  | 109  |

## Culture locale et patrimoine

### Lieux et monuments
La commune de Porte-Joie compte plusieurs édifices inscrits à l'inventaire général du patrimoine culturel :
- la mairie[10], maison du XVIIe siècle ;
- l'église Sainte-Colombe (XVe, XVIe et XIXe)[11] ; Le diocèse catholique d'Évreux en est l'affectataire par l'intermédiaire de la paroisse "Père Laval - Louviers - Boucle de Seine" qui dessert cette église.
- le manoir du Port Pinché (XVIIe)[12] ayant appartenu au domaine Louis Renault ;
- le presbytère (XVIIIe)[13] ;
- une croix de cimetière probablement du XVIIIe siècle[14] ;
- un monument sépulcral au lieu-dit Beau-Soleil[15]. Il s'agit d'une sépulture collective mégalithique du néolithique final ;
- une stèle contemporaine en bord de chemin menant à une gravière locale 49° 14′ 48″ N, 1° 15′ 13″ E.
- église Sainte-Cécile[5], détruite[16].

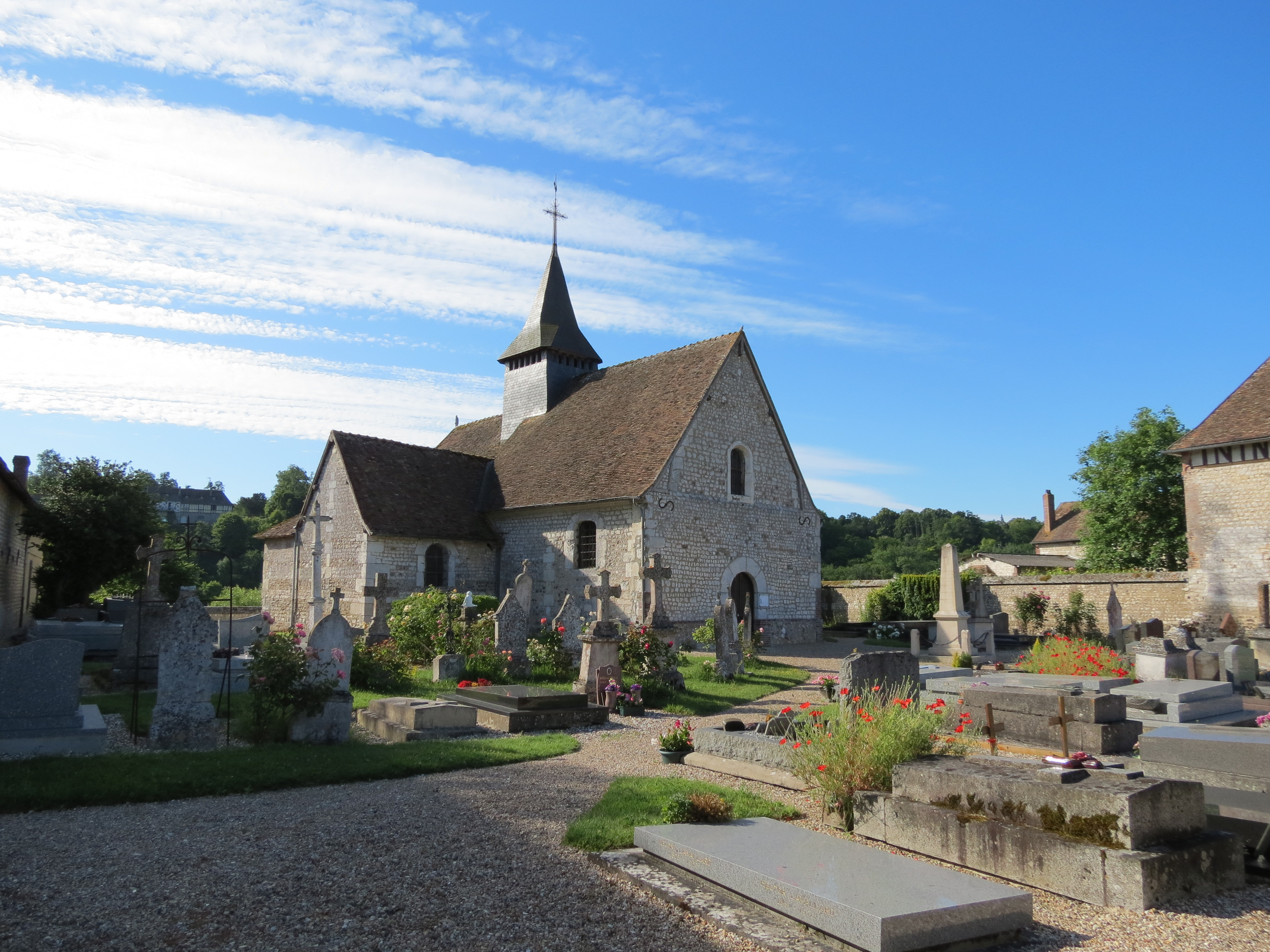
Église Sainte-Colombe.
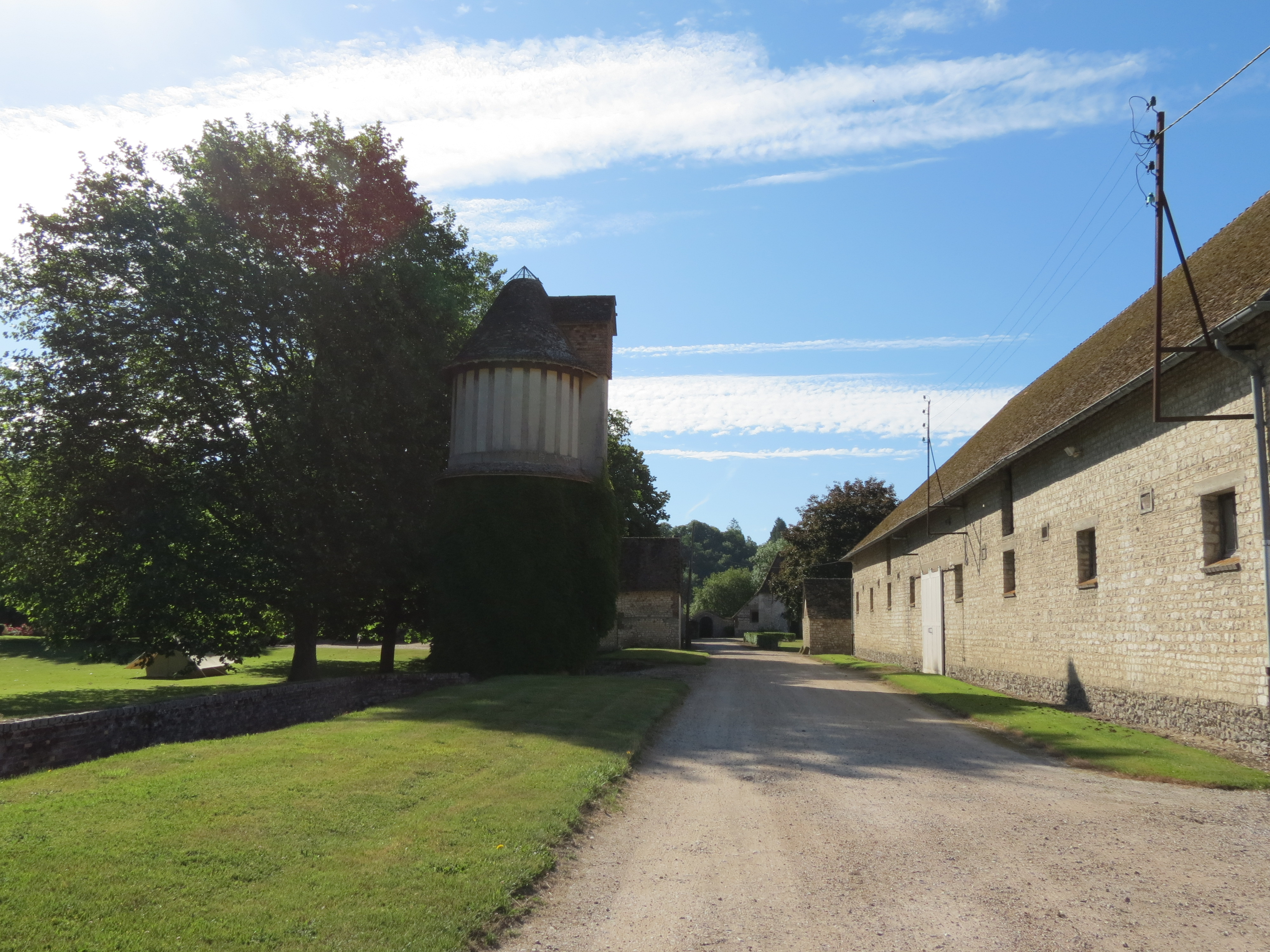
Grande ferme.
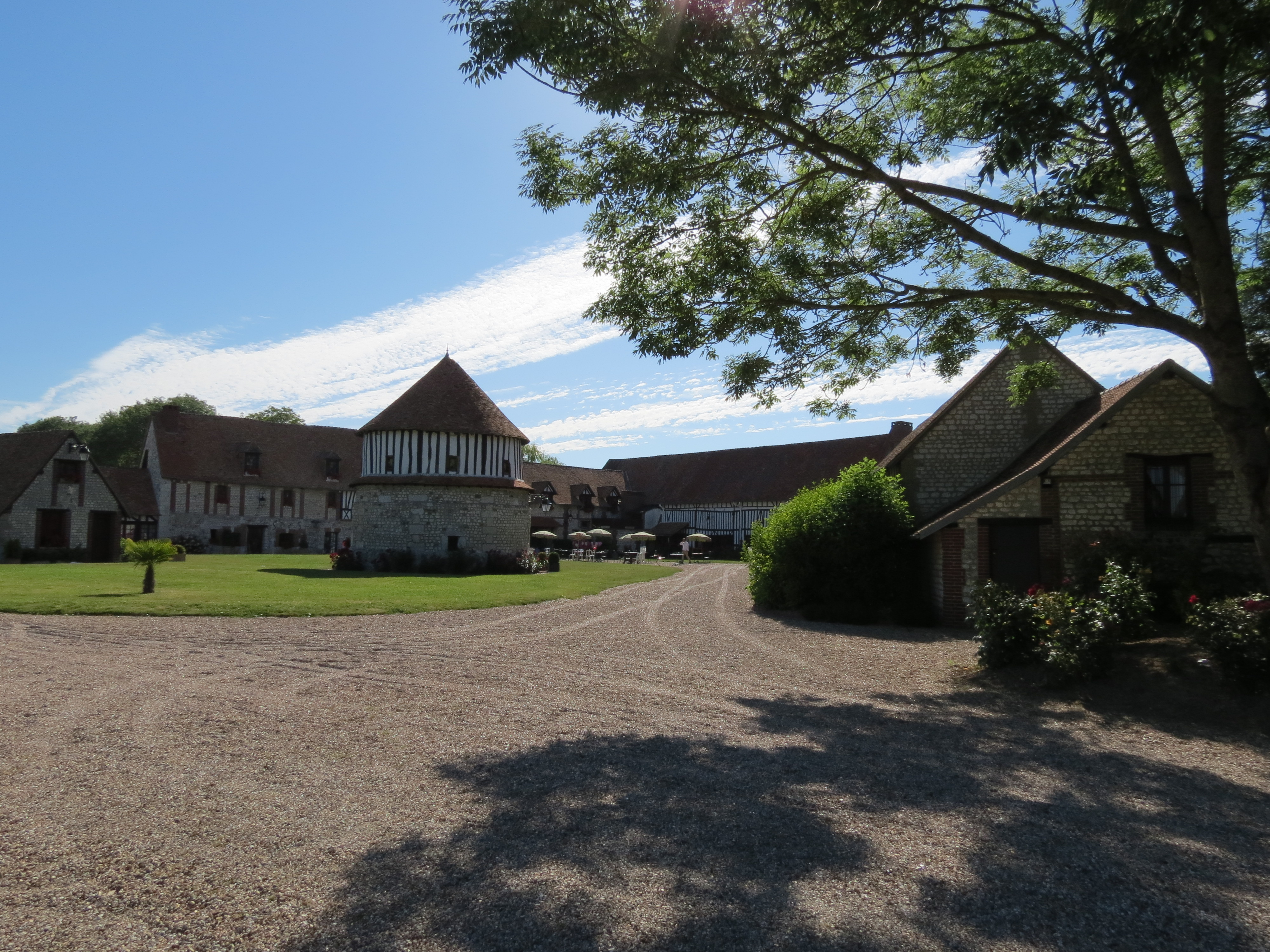
Ferme-manoir de Port Pinché.

### Patrimoine naturel

#### Sites classés et inscrits
- L'église Sainte-Colombe avec son cimetière et le mur de clôture au bord de la Seine,  Site classé (1926)[17] ;
- Les falaises de l'Andelle et de la Seine,  Site inscrit (1981)[18].

### Personnalités liées à la commune
- Ernest Baillet (° Brest, 1853), artiste peintre, est mort dans le village en 1902 ; deux de ses toiles sont déposées au musée de Louviers.
- Achille Zavatta a demeuré dans ce village pendant plusieurs années (1964/1968).
- Éric Buffetaut, paléontologue, y est né en 1950[19].